# Amo de casa

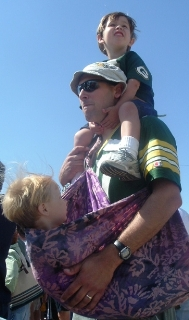
Un padre que se queda en casacuidando de sus hijos en el Medio Oeste de Estados Unidos, 2004.

Un amo de casa es un padre que es el principal cuidador de los hijos y generalmente es el que realiza las tareas del hogar. El equivalente femenino es la madre que permanece en casa o ama de casa. A medida que las familias han evolucionado, la práctica de ser un padre que permanece en casa se ha vuelto más común y socialmente aceptada. Antes de la industrialización, la familia trabajaba unida y era autosuficiente. Cuando surgieron los matrimonios basados en el afecto en la década de 1830, los padres comenzaron a dedicar más atención a los hijos y las relaciones familiares se volvieron más abiertas. Con el inicio de la revolución industrial, la producción en masa reemplazó la fabricación de artículos para el hogar; este cambio dictó que el hombre se convirtiera en el sustentador y la madre en la cuidadora de sus hijos.
A finales del siglo XX, el número de padres que permanecen en casa comenzó a aumentar gradualmente, especialmente en las naciones occidentales desarrolladas. El rol de marido en casa se volvió más socialmente aceptable en la década de 2000, aunque el rol está sujeto a muchos estereotipos, y los hombres pueden tener dificultades para acceder a beneficios parentales, comunidades y servicios dirigidos a las madres. Un informe de 2014 publicado por el Pew Research Center encontró que dos millones de hombres eran padres que permanecen en casa en los Estados Unidos. La representación de los padres que permanecen en casa en los medios de comunicación se volvió más común en la década de 2000, especialmente en los Estados Unidos.

## Evolución de los roles familiares

### Antes de la industrialización
En la América colonial, la familia nuclear era la forma familiar más común. Las familias típicas consistían inicialmente en cinco o más hijos; debido a las altas tasas de mortalidad infantil, solo unos pocos niños sobrevivían hasta la adolescencia. Las familias coloniales existían para cumplir seis funciones principales: negocio autosuficiente, escuela, instituto vocacional, iglesia, casa de corrección e institución de bienestar.
Los primeros afroamericanos que llegaron a América fueron traídos inicialmente como servidumbre por contrato, pero luego se convirtieron en esclavos. Para el siglo XIX, el comercio de esclavos era un negocio próspero. Las familias esclavas típicas consistían en uno o dos hijos. Las mujeres eran principalmente las cabezas de las familias, ya sea porque los padres habían fallecido o habían sido separados de la familia.

### Industrialización (1800–1900)
La revolución industrial llevó a una mecanización extensiva, lo que resultó en un cambio de la manufactura doméstica a la producción en fábricas a gran escala. A medida que ocurría esta transición rápida, las familias perdieron muchas de sus funciones productivas. En cambio, los miembros de la familia tuvieron que trabajar fuera del hogar para mantener a sus familias. Como resultado, los esposos y esposas comenzaron a operar en esferas de actividad separadas. El esposo se convirtió en el "sustentador" al salir a trabajar, mientras que la esposa se quedaba en casa y cuidaba de la familia.

### Transición a la familia moderna (1900–presente)
La familia moderna se considera que comenzó en la década de 1830, el cortejo se volvió más abierto, los matrimonios a menudo se basaban en el afecto y los padres dedicaban más atención a los hijos. A principios del siglo XX, las parejas casadas comenzaron a enfatizar la importancia de la atracción sexual y la compatibilidad en sus relaciones. Esto llevó a relaciones interpersonales más íntimas y abiertas junto con una mayor libertad para los adolescentes. La transición de la familia fue influenciada por la Gran Depresión, que obligó a muchas mujeres a entrar en el mercado laboral para compensar la falta de estabilidad financiera. En 1932, una orden ejecutiva federal estableció que solo un cónyuge podía trabajar para el gobierno federal. Esto resultó en que muchas mujeres se vieran obligadas a renunciar, permitiendo que sus esposos continuaran trabajando.
La Segunda Guerra Mundial tuvo un impacto significativo en el cambio de los roles familiares. Debido al reclutamiento, los trabajadores escaseaban en muchas industrias y los empleadores comenzaron a llenar puestos con mujeres, principalmente en posiciones no tradicionales. Este aumento de mujeres trabajadoras se convirtió en una de las pocas veces en la historia en que las mujeres fueron elogiadas por trabajar fuera del hogar. Las tasas de divorcio también alcanzaron un nuevo máximo durante este período. No solo muchas mujeres encontraron un nuevo sentido de independencia, sino que también estaban en marcha cambios culturales, incluyendo el auge del feminismo y el desarrollo de métodos confiables de control de natalidad. Estos cambios hicieron que algunas mujeres decidieran terminar con sus matrimonios infelices.
La década de 1950 vio un "auge de natalidad" en América. Este período también fue llamado los "Años Dorados de los 50". Esto se atribuyó a que las familias intentaban recuperar el tiempo perdido tras la guerra. Como resultado, muchas familias se mudaron a los suburbios en lugar de residir en la ciudad, el número de familias con dos ingresos comenzó a aumentar y los hijos adultos comenzaron a permanecer en casa por más tiempo debido a dificultades financieras. Gradualmente, las mujeres comenzaron a reincorporarse a la fuerza laboral. Este alejamiento de la visión tradicional de la mujer como ama de casa llevó a la creación del rol del padre que permanece en casa.

## Aumento de la popularidad en el siglo XXI
Los padres que permanecen en casa han sido cada vez más comunes en la cultura occidental, especialmente en Canadá, el Reino Unido y los Estados Unidos desde finales del siglo XX. En las naciones de Asia Oriental desarrolladas, como Japón y Corea del Sur, esta práctica es menos común.
Hay varias razones por las que algunas familias consideran que sería más beneficioso que el padre sea el principal cuidador mientras la madre trabaja fuera del hogar. La decisión de optar por un arreglo con un padre que permanece en casa se debe comúnmente a razones económicas. Al mismo tiempo, las mujeres están progresando hacia empleos mejor remunerados. Ahora hay ramificaciones financieras al decidir si la madre o el padre deben convertirse en el progenitor que permanece en casa. En los casos en que la mujer es la que tiene el empleo mejor pagado, tiene más sentido económico que ella continúe trabajando mientras el hombre asume el rol de cuidador. También tiene sentido en los casos en que el empleo de la madre ofrece beneficios de salud para la familia, mientras que el del padre no lo hace. También se ha demostrado que si el "embarazo fue planificado conjuntamente", el padre tiene más probabilidades de estar involucrado.
Muchos hombres también son teletrabajadores. En este sentido, contribuyen financieramente a la familia mientras actúan como el principal cuidador de los hijos de la familia. Las diferencias en los horarios de los padres también pueden explicar algunos casos de padres que permanecen en casa. A veces, el padre trabaja en turnos irregulares mientras la madre tiene un horario típico de nueve a cinco.
Los roles de género fijos comenzaron a ser menos prominentes en el mundo occidental a partir de finales del siglo XX, permitiendo a los hombres elegir su carrera sin considerar los roles basados en el género. Algunos hombres que eligen este rol lo hacen porque disfrutan siendo una parte activa en la vida de sus hijos, mientras que en otras familias, la madre desea seguir su carrera. Por ejemplo, de las 187 participantes en la cumbre de la revista Fortune sobre Most Powerful Women in the Business Summit, un tercio de los maridos eran padres que se quedaban en casa. Las familias varían ampliamente en cuanto a cómo se dividen las tareas domésticas. Algunos hombres jubilados que se casan con una mujer más joven deciden convertirse en padres que permanecen en casa mientras sus esposas trabajan porque desean una "segunda oportunidad" para ver crecer a un hijo en un segundo o tercer matrimonio. Además, se aceptan y prevalecen más opciones de carrera y estilo de vida en la sociedad occidental. También hay menos restricciones sobre lo que constituye una familia.

## Desventajas
Dependiendo del país o la región, un padre que permanece en casa puede encontrar más o menos apoyo social para su decisión. En regiones donde predominan los roles tradicionales, un padre que permanece en casa puede ser rechazado por los grupos de pares de las madres que permanecen en casa. Para encontrar apoyo para su elección, estos hombres han creado y se han unido a muchas redes de apoyo.
Aun así, muchos hombres luchan por encontrar aceptación en el rol de padre que permanece en casa a pesar de los muchos avances logrados. Muchos temen perder habilidades empresariales y su "lugar profesional en la fila". Existe una idea errónea común de que los padres que permanecen en casa no pueden conseguir un empleo y por lo tanto, deben redefinir los roles familiares típicos, obligando a la esposa a entrar en la fuerza laboral.
Un estudio de 2002 de la American Heart Association sugirió que los padres que permanecen en casa pueden enfrentar un mayor riesgo de enfermedades cardíacas. No se especificaron las razones del riesgo para la salud.
El rol de padre que permanece en casa puede ser difícil para los hombres que sienten que no tuvieron otra opción. Es difícil para estos hombres adaptarse de ser un proveedor financiero en la familia a ser un responsable del hogar. Los hombres que eligen voluntariamente convertirse en padres que permanecen en casa están mucho más satisfechos con su rol en la familia.

## Ventajas

### Para el hijo
Se han realizado muchos estudios que sugieren la importancia del rol paterno en la vida de un niño y los beneficios de los padres que permanecen en casa. Los niños responden de manera diferente a hombres y mujeres desde el nacimiento.
Un estudio realizado por un psiquiatra infantil de los Estados Unidos, Kyle Pruett, encontró que los bebés entre 7 y 30 meses respondían más favorablemente a ser levantados por sus padres. Pruett también encontró que el estilo de crianza de un padre es beneficioso para el desarrollo físico, cognitivo, emocional y conductual de un niño. Las madres tranquilizan a los niños pequeños cuando se frustran, mientras que los padres los animan a manejar su frustración. Esto ayuda a los niños a aprender a lidiar con el estrés y la frustración. Un estudio a largo plazo realizado por Pruett demostró que la participación activa de un padre con sus hijos, desde el nacimiento hasta la adolescencia, promueve un mayor equilibrio emocional, una mayor curiosidad y un mayor sentido de seguridad en el niño.
Estudios adicionales muestran que durante los primeros cinco años de vida de un niño, el rol del padre es más influyente que el de la madre en cómo el niño aprende a manejar su cuerpo, navegar por circunstancias sociales y jugar. Además, un estudio de 1996 de la Universidad McGill encontró que el "factor más importante en la infancia para desarrollar empatía es la participación paterna en el cuidado de los hijos". Los niños que tienen una fuerte influencia paterna tienen mayores habilidades de crianza. Se ha investigado en The Role of the Father in Child Development, que en general los niños con padres que permanecen en casa desarrollan apegos en la infancia. El estudio concluyó además que los padres que pasaban tiempo solos creando vínculos con sus hijos más de dos veces por semana criaban a los adultos más compasivos.
Robert Frank, profesor de desarrollo infantil en el Oakton Community College en Illinois, realizó un estudio comparando hogares con un padre que permanece en casa y hogares con una madre que permanece en casa. Su estudio concluyó que las mujeres aún podían formar un vínculo fuerte con sus hijos a pesar de trabajar a tiempo completo fuera del hogar. También, las mujeres que trabajaban a tiempo completo a menudo estaban más involucradas con sus hijos a diario que sus contrapartes masculinas. Su estudio concluyó que en una familia con un arreglo de padre que permanece en casa, las influencias materna y paterna son igualmente fuertes. Esto contrasta con la estructura familiar más tradicional donde el padre trabaja fuera del hogar y la madre se queda en casa con los hijos. En este tipo de arreglo, la influencia de la madre es extremadamente fuerte, mientras que la del padre es relativamente pequeña. El estudio encontró que ambos padres juegan un rol igual en el desarrollo de un niño, pero el arreglo con un padre que permanece en casa es el más beneficioso para el niño.

### Para la madre
El arreglo con un padre que permanece en casa permite a la madre trabajar sin tener que usar una guardería o una niñera. Este arreglo evita que la madre tenga que lidiar con el estrés de encontrar un cuidado infantil aceptable, verificar antecedentes y pagar por el cuidado. Este arreglo también puede ayudar a garantizar que los valores de la familia se mantengan y se inculquen en los hijos. Libre del estrés del cuidado infantil, la madre trabajadora puede perseguir activamente su carrera. Esto permite un entorno laboral más relajado para la madre y le permite concentrarse en su carrera. Si la madre tiene un empleo mejor remunerado, este ingreso adicional permitirá ahorrar para los hijos; estos ahorros podrían ayudar a la madre más adelante a pagar la universidad para el hijo o los hijos. Así, ella puede avanzar en su carrera y proporcionar más dinero para la familia. Proporciona tranquilidad a la madre saber que el hijo o los hijos están en un lugar seguro con el padre, quien comparte los mismos valores y seguridad que la madre. Estas son las mismas ventajas para el padre de tener un arreglo con una madre que permanece en casa.

### Para el padre
Una encuesta realizada por el Department for Families and Children's Services de Minnesota muestra que los hombres consideran que el cuidado de los hijos es mucho más importante que un cheque de pago. De 600 padres encuestados, la mayoría dijo que su rol más importante era mostrar amor y afecto a los hijos, la seguridad y protección fue lo siguiente, seguido por la guía moral, tomar tiempo para jugar y enseñar y animar, el cuidado financiero quedó en último lugar. Muchos hombres ahora están más involucrados en la vida de sus hijos y, por eso, muchos hombres ahora tienen una mejor comprensión de cómo es la vida para su hijo creciendo en la sociedad moderna.

## Prevalencia

### Australia
Los padres que permanecen en casa han ido aumentando gradualmente en Australia desde la década de 1980, con 80.000 registrados en 2016. En 2003, el 91% de los padres con hijos menores de 15 años estaban empleados, con un 85% empleados a tiempo completo. Debido a esto, hay pocos modelos a seguir o recursos que puedan ayudar a los padres australianos con el rol de padre que permanece en casa. La Australian Bureau of Statistics muestra que aproximadamente el 7% de las familias con dos padres con hijos menores de 14 años tienen un padre que está desempleado y una madre que trabaja a tiempo completo. Los padres que permanecen en casa en Australia casi se han duplicado en la última década, de 57.900 a 106.000, y se espera que aumenten en el futuro. Estudios sociológicos recientes han mostrado que los hombres están dedicando más tiempo y apoyo a sus hijos en comparación con el siglo XIX. Hasta hace poco, la idea de un padre que permanece en casa estaba lejos de ser convencional; sin embargo, la creciente demanda de trabajo femenino ha influido en que esta estadística aumente.

### Canadá
Durante un período de 20 años a finales del siglo XX, hubo un aumento en el número de mujeres en la fuerza laboral en Canadá. Este cambio aumentó la participación de los padres en las tareas familiares que solían ser principalmente responsabilidad de la madre. A partir de finales del siglo XX, los roles parentales comenzaron a ser menos tradicionales y el arreglo con un padre que permanece en casa comenzó a ser más común. El número de padres que permanecen en casa aumentó en tres puntos porcentuales entre 1976 y 1998, y la edad promedio de un padre que permanece en casa en Canadá es de 42 años. Un proyecto de ley aprobado por el gobierno canadiense en octubre de 1990 otorgó licencia remunerada a los padres con el propósito de cuidado primario. Según Statscan, en 1976, los padres que permanecen en casa representaban aproximadamente 1 de cada 70 familias canadienses con un progenitor que permanece en casa. Para 2015, la proporción había aumentado a aproximadamente 1 de cada 10. Los padres que permanecen en casa tenían, en promedio, una edad mayor (45 años) que los padres en familias con un solo ingreso (40 años) y familias con dos ingresos (41 años). Sin embargo, al igual que las madres que permanecen en casa, los padres que tenían más probabilidades de tener niveles de educación más bajos. En 2015, el 42% tenía un diploma de secundaria o menos. En comparación, el 31% de los padres con un solo ingreso y el 25% de los padres con dos ingresos tenían niveles de educación similares.

### Asia Oriental
Los padres que permanecen en casa no son frecuentes en los países de Asia Oriental, que generalmente tienen roles de género tradicionales estrictos. Sin embargo, una encuesta realizada en 2008 en Japón sugirió que casi un tercio de los hombres casados aceptarían el rol. El gobierno japonés aprobó una ley en abril de 1992 que permite tiempo libre tras el nacimiento de un hijo para empleados tanto hombres como mujeres. En 1996, el 0,16% de los padres japoneses tomaron tiempo libre del trabajo para criar a sus hijos. En Corea del Sur, alrededor de 5.000 hombres eran padres que permanecen en casa en 2007. Aun así, los padres que permanecen en casa enfrentan discriminación por parte de las madres que permanecen en casa y a menudo son ostracizados.

#### China
A partir de la década de 2000, el rol de padre que permanece en casa comenzó a surgir en China, aunque algunos siguen sintiéndose incómodos con la forma en que este rol cambia las dinámicas familiares tradicionales. Las costumbres en China sugieren que los hombres deben ser los cabezas de sus hogares. La estereotipación es un problema para los padres que permanecen en casa, quienes a veces prefieren no contar a otros sobre su arreglo familiar. Las ideas tradicionales promueven la crítica hacia los hombres "parecidos a mujeres", y muchos sienten que enfrentarían humillación y crítica por ser padres que permanecen en casa. Otros suponen que serían vistos como teniendo una esposa que es "demasiado fuerte".

#### Corea del Norte
Hasta alrededor de 1990, el estado de Corea del Norte requería que todos los adultos capaces fueran empleados por alguna empresa estatal. Mientras que alrededor del 30% de las mujeres casadas en edad laboral podían quedarse en casa como amas de casa a tiempo completo (menos que en algunos países de la misma región como Corea del Sur, Japón y Taiwán, más que en la Unión Soviética, China continental o países nórdicos como Suecia, aproximadamente lo mismo que en los Estados Unidos actuales). A principios de la década de 1990, se estima que entre 600.000 y 900.000 personas perecieron en la hambruna, producto en gran parte de la falta de voluntad del gobierno norcoreano para reformar la economía y el viejo sistema empezó a desmoronarse. En algunos casos, las mujeres comenzaron vendiendo artículos domésticos que podían prescindir o comida casera. Hoy en día, al menos tres cuartas partes de los vendedores del mercado norcoreano son mujeres.

### Reino Unido
Según un artículo de 2022, 105.000 hombres británicos son padres que permanecen en casa.

### Estados Unidos
En 2008, se estima que 140.000 padres casados trabajaban en el hogar como los principales cuidadores de sus hijos mientras sus esposas trabajaban fuera del hogar para mantener a la familia. Esta cifra fue menor que en los dos años anteriores, según la Oficina del Censo de los Estados Unidos. En 2007, los padres que permanecen en casa representaban aproximadamente el 2,7% de los padres que permanecen en casa del país. Esto es el triple del porcentaje de 1997 y ha sido consistentemente mayor cada año desde 2005. En 2006, los padres que permanecen en casa cuidaban de aproximadamente 245.000 niños; el 63% de los tenían dos o más hijos. Estas estadísticas solo cuentan a los padres casados que permanecen en casa; hay otros niños siendo cuidados por padres solteros o parejas homosexuales. También es difícil determinar cuántos de estos padres han aceptado el rol voluntariamente y cuántos se han visto obligados a asumirlo debido a la crisis económica de finales de la década de 2000 y principios de la de 2010, durante la cual muchas industrias principalmente masculinas de cuello azul sufrieron pérdidas significativas y muchos hombres previamente empleados entraron en períodos de desempleo prolongado.